# Chemische potentiaal
De chemische potentiaal {\displaystyle \mu } is een centraal begrip in de fysische chemie en komt overeen met de partieel molaire gibbsenergie. De chemische potentiaal van een component in een thermodynamisch systeem is de verandering in gibbsenergie van het systeem die zou optreden per mol dat men de stofhoeveelheid van dat bestanddeel in het systeem verhoogt, bij gelijkblijvende temperatuur en druk. 
Voor een systeem met één component is de chemische potentiaal gelijk aan de gibbsenergie gedeeld door de stofhoeveelheid, de molaire gibbsenergie. Als een systeem verschillende soorten deeltjes bevat, heeft elke component in het systeem zijn eigen chemische potentiaal. De chemische potentiaal van een bestanddeel is de energieverandering die optreedt bij verandering van het aantal deeltjes van dat bestanddeel, terwijl de hoeveelheden van de andere stoffen constant worden gehouden. 
De chemische potentiaal wordt gewoonlijk aangegeven met de Griekse letter {\displaystyle \mu } (of soms met {\displaystyle {\bar {G}}}). 
De chemische potentiaal is vooral van belang voor de beschrijving van processen waarin de samenstelling van een mengsel verandert, zoals: 
- bij stoftransport, waarbij deeltjes uit de ene fase overgaan naar een andere fase, bijvoorbeeld het verdampen van vluchtige bestanddelen uit een mengsel of het kristalliseren van een zout uit een oplossing,
- bij chemische reacties, waarin bepaalde soorten verbindingen worden omgezet in andere verbindingen.
- in de kwantumveldentheorie bij eindige temperatuur en/of dichtheid, daar bij veel processen — en ook in het vacuüm — creatie en annihilatie van deeltjes kan optreden.

Als de verbindingen die bij een bepaalde reactie verdwijnen bij elkaar dezelfde chemische potentiaal hebben als de verbindingen die bij die reactie verschijnen, is de reactie in evenwicht. 
Indien men voor alle stoffen die aan een reactie deelnemen de chemische potentiaal als functie van de samenstelling (en andere factoren als temperatuur en druk) kent, kan men in principe uitrekenen bij welke concentraties er een evenwicht optreedt. 
In fermigassen en fermivloeistoffen is de chemische potentiaal bij het absolute nulpunt gelijk aan de fermi-energie. 
In elektrochemische systemen is de chemische potentiaal gelijk aan de negatieve elektrische potentiaal.

## Definitie
Stel, een thermodynamisch systeem bestaat uit {\displaystyle N} verschillende soorten deeltjes. De totale gibbsenergie {\displaystyle G} van het systeem is een functie is van 
- de druk {\displaystyle p}
- de temperatuur {\displaystyle T}
- de stofhoeveelheid, {\displaystyle n_{1},\ldots ,n_{N}}, van elke component in het mengsel

In formulevorm
{\displaystyle G\equiv G(p,T,n_{1},\ldots ,n_{N})}
De chemische potentiaal van de {\displaystyle i}-de component {\displaystyle \mu _{i}} is de verandering in gibbsenergie van het gehele systeem ten gevolge van de verandering van de stofhoeveelheid van deze ene component {\displaystyle n_{i}}, bij overig gelijkblijvende omstandigheden, i.e. onder constant houden van de druk, de temperatuur en andere stofhoeveelheden:
{\displaystyle \mu _{i}=\left({\frac {\partial G}{\partial n_{i}}}\right)_{p,T,n_{j\neq i}}}
De totale gibbsenergie van het systeem is gegeven door
{\displaystyle G=\sum n_{i}\mu _{i}}
en wijzigt algemeen als
{\displaystyle \mathrm {d} G=V\mathrm {d} p-S\mathrm {d} T+\sum \mu _{i}\mathrm {d} n_{i}}
Hieruit wordt ook de gibbs-duhemvergelijking gevonden. Onder omstandigheden van constante druk en temperatuur wordt een evenwicht bereikt wordt ({\displaystyle \mathrm {d} G=0}), wanneer
{\displaystyle 0=\sum \mu _{i}\mathrm {d} n_{i}}
wat de basis is voor chemisch evenwicht.

### Alternatieve formuleringen
De definitie van de chemische potentiaal aan de hand van de gibbsenergie is zeer gebruikelijk in de fysische scheikunde, gezien omstandigheden van constante druk en temperatuur eenvoudige te creëren zijn in het labo.
Evenwaardige definities kunnen evenwel opgesteld worden aan de hand van andere functies, zoals de helmholtzenergie {\displaystyle F}, die een functie is van de temperatuur {\displaystyle T}, volume {\displaystyle V} en samenstelling:
{\displaystyle F\equiv F(T,V,n_{1},\ldots ,n_{i})}
Uitgedrukt in termen van de helmholtzenergie is de chemische potentiaal gelijk aan:
{\displaystyle \mu _{i}=\left({\frac {\partial F}{\partial n_{i}}}\right)_{T,V,n_{j\neq i}}}
In omstandigheden van constante temperatuur en constant volume, kan deze formulering handiger zijn dan die met de gibbsenergie. 
Aan de hand van de inwendige energie en enthalpie gelden analoge definities, die evenwel vaak minder praktisch toepasbaar zijn, gezien vereist wordt dat de entropie constant gehouden wordt. In de praktijk kan die echter moeilijk constant gehouden worden, want daarvoor is een perfecte thermische isolatie vereist. 
{\displaystyle \mu _{i}=\left({\frac {\partial U}{\partial n_{i}}}\right)_{S,V,n_{j\neq i}}} en {\displaystyle \mu _{i}=\left({\frac {\partial H}{\partial n_{i}}}\right)_{p,S,n_{j\neq i}}}

## Relatie met de activiteit
De chemische potentiaal {\displaystyle \mu } kan altijd geschreven als de som van een bepaalde standaardwaarde {\displaystyle \mu ^{\ominus }} en en term die afhangt van de activiteit {\displaystyle a}.
{\displaystyle \mu =\mu ^{\ominus }+RT\ln {a}}
Hierbij is {\displaystyle \mu ^{\ominus }} de standaard chemische potentiaal, i.e. de chemische potentiaal bij standaardomstandigheden.

### Ideaal gas
Voor de differentiaalvorm van de gibbsenergie geldt:
{\displaystyle \mathrm {d} G=V\mathrm {d} p-S\mathrm {d} T}
Bij constante temperatuur wordt dit:
{\displaystyle \mathrm {d} G=V\mathrm {d} p}
De arbeid om van de toestand {\displaystyle (p_{1},V_{1})} naar {\displaystyle (p_{2},V_{2})} te gaan, is:
{\displaystyle \Delta G=\int _{p_{1}}^{p_{2}}V\cdot \mathrm {d} p}
Ervan uitgaande dat de component gasvormig is en de ideale gaswet volgt, wordt bovenstaande uitdrukking herleid tot:
{\displaystyle \Delta G=\int _{p_{1}}^{p_{2}}{\frac {nRT}{p}}\mathrm {d} p=nRT\ln \left({\frac {p_{2}}{p_{1}}}\right)}
De verandering van de chemische potentiaal is dus:
{\displaystyle \Delta \mu ={\frac {\Delta G}{n}}=RT\ln \left({\frac {p_{2}}{p_{1}}}\right)}
Meestal wordt als referentietoestand 1 bar ({\displaystyle p^{\ominus }}) gekozen, zodat voor ideale gassen algemeen geldt:
{\displaystyle \mu _{i}=\mu _{i}^{\ominus }+RT\ln \left({\frac {p_{i}}{p^{\ominus }}}\right)}
De activiteit van een ideaal gas is dus de verhouding van de partieeldruk op de standaarddruk.